# Харгин, Жанетт
Жанетт Харгин (швед. Janette Hargin; род. 4 октября 1977, Стокгольм, Швеция) — шведская горнолыжница и фристайлистка. Участница зимних Олимпийских игр 2002 и 2006 годов.

## Спортивная карьера
За свою карьеру горнолыжницы Жанетт Харгин шесть раз становилась чемпионкой Швеции (в скоростном спуске — в 1999 году, в супергиганте — в 1999 и 2002, в комбинации — в 1999 и 2002, в гигантском слаломе — в 2001).
В рамках этапов Кубка мира по горным лыжам спортсменка шесть раз завершала соревнования в топ-10, в том числе стала 2-й в комбинации в 2002 году в Оре, что является её лучшим результатом на международном уровне.
Жанетт Харгин — участница двух Олимпиад (2002, 2006) и трёх чемпионатов мира (2003, 2005, 2007). Лучшими её результатами на крупных соревнованиях стали 12-е место в комбинации на Играх 2006 года, 12-е место в супергиганте мирового первенства 2003 года и 16-е место в суперкомбинации чемпионата мира 2007 года.
По окончании своей карьеры в горных лыжах в 2007 году попробовала свои силы в горнолыжном фристайле и в 2011 году стала лучшей в Мировом фрирайд-туре, а также трёхкратной чемпионкой Скандинавии и двукратной чемпионкой Швеции в экстремальном спуске на лыжах. В 2012 году завершила свою спортивную карьеру.

## Карьера на телевидении
По окончании спортивной карьеры Харгин работала на шведском телеканале TV4 комментатором соревнований по горным лыжам

## Результаты

### Олимпийские игры
| Год                 | Возраст | Слалом | Гигантский слалом | Супергигант | Скоростной спуск | Комбинация |
| ------------------- | ------- | ------ | ----------------- | ----------- | ---------------- | ---------- |
| 2002 Солт-Лейк-Сити | 24      | —      | 31                | 27          | 25               | DNF        |
| 2006 Турин          | 28      | —      | —                 | 22          | 17               | 12         |

### Чемпионаты мира
| Год              | Возраст | Слалом | Гигантский слалом | Супергигант | Скоростной спуск | Комбинация | Супер- комбинация |
| ---------------- | ------- | ------ | ----------------- | ----------- | ---------------- | ---------- | ----------------- |
| 2003 Санкт-Мориц | 25      | —      | —                 | 12          | 21               | —          | н/д               |
| 2005 Бормио      | 27      | —      | —                 | 19          | 19               | DNF        | н/д               |
| 2007 Оре         | 29      | —      | —                 | —           | —                | н/д        | 16                |

## Семья
Жанетт Харгин выросла в большой семье: у неё есть три брата и сестра. Брат Маттиас — трёхкратный призёр горнолыжных чемпионатов мира, участник Олимпийских игр 2010, 2014 и 2018 годов. Их младшая сестра Кристин также занималась горными лыжами и фрирайдом.